# (613037) 2005 RP43
(613037) 2005 RP43, também escrito como (613037) 2005 RP43, é um corpo menor que está localizado no disco disperso, uma região do Sistema Solar. Ele possui uma magnitude absoluta de 6,1 e tem um diâmetro estimado de cerca de 265 quilômetros. O astrônomo Mike Brown lista este corpo celeste em sua página na internet como um candidato a possível planeta anão.

## Descoberta
(613037) 2005 RP43 foi descoberto no dia 3 de setembro de 2005 pelos astrônomos A. C. Becker, A. W. Puckett e J. Kubica.

## Órbita
A órbita de (613037) 2005 RP43 tem uma excentricidade de 0,588 e possui um semieixo maior de 93,035 UA. O seu periélio leva o mesmo a uma distância de 38,300 UA em relação ao Sol e seu afélio a 148 UA.